# Edgar Estrada
Edgar Eladio Estrada Solís (Cidade da Guatemala, 16 de novembro de 1967) é um ex-futebolista guatemalteco que atuava como goleiro. É um dos futebolistas mais conhecidos de seu país, ao lado de Dwight Pezzarossi, Juan Carlos Plata e Carlos Ruiz.

## Carreira em clubes
El Gato, como era conhecido, começou a carreira em 1987, ao serviço do Aurora, tendo defendido esta agremiação até 1994, quando transferiu-se para o Comunicaciones, um dos principais clube da Guatemala. Lá, tornou-se ídolo da torcida rapidamente, tendo jogado entre 1994 e 2001, quando deixou o clube pela primeira vez e vencendo o Campeonato Guatemalteco 4 vezes seguidas.

## A passagem pelos rivais
Após deixar o Comunicaciones, Estrada surpreendeu ao assinar com o Municipal, maior rival de Los Cremas, sendo um dos poucos jogadores que defenderam os maiores rivais do futebol guatemalteco. Nos Reds, o goleiro teve uma passagem bastante tímida, que durou uma temporada (embora tivesse obtido mais 2 títulos), selando a sua volta ao Comunicaciones em 2002.
Em Los Cremas, ele novamente caiu nas graças da torcida, sendo um líder debaixo das traves. Estrada deixou definitivamente a agremiação em 2005, aos 37 anos, encerrando a carreira pela primeira vez em decorrência de uma lesão na coluna vertebral.

## Final de carreira
Nos últimos anos de sua carreira, El Gato defendeu dois clubes de pequeno porte da Guatemala: o Suchitepéquez, entre 2005 e 2006, e o Petapa, onde atuou por uma temporada antes de se aposentar em definitivo dos gramados.

## Seleção
Estrada defendeu a Seleção Guatemalteca de Futebol entre 1995 e 2003, tendo atuado em cinco edições da Copa Ouro da CONCACAF. Em 2001, levou cinco gols da Costa Rica - esta goleada minou as chances da Guatemala em disputar a Copa de 2002. El Gato deixou o selecionado em 2003, sendo sucedido por Ricardo Trigueño.

## Títulos
Aurora
- Campeonato Guatemalteco: 1992–93

Comunicaciones
- Campeonato Guatemalteco: 1996–97, 1997–98, 1998–99, Apertura 1999, Apertura 2002, Clausura 2003
- Supercopa da Guatemala: 1997

Municipal
- Campeonato Guatemalteco: Apertura 2001, Clausura 2002
- Copa Interclubes da UNCAF: 2001

Seleção Guatemalteca
- Copa Centroamericana: 2001